# Dream Widow
Dream Widow ist eine fiktive Metal-Band aus dem Film Studio 666. 2022 veröffentlichte Dave Grohl unter diesem Bandnamen ein Thrash-Metal-Album, das über Roswell Records/RCA Records erschien.

## Fiktive Bandgeschichte
Im Film Studio 666 handelt es sich bei Dream Widow um eine okkulte Metal-Band, deren Sänger beim Einspielen eines neuen Songs wahnsinnig wurde und die restlichen Bandmitglieder umbrachte. Die Foo Fighters wählten deren leerstehende Villa als Studio für ihr neues Album. Im Keller stieß Dave Grohl auf die alten Mastertapes des Songs und begann diesen für die Foo Fighters umzuschreiben. Dabei wurde er von einem Dämonen besessen und brachte seine Bandmitglieder um.

## Hintergrund
Die Dreharbeiten zu dem Film Studio 666 wurden streng geheim gehalten. Dave Grohl hatte bereits mit Probot erstmals den stilistischen Weg seiner alten Bands Nirvana und Foo Fighters verlassen, um ein Metal-Album einzuspielen. Den skurrilen Plot des Films nahm er zum Anlass ein Album der fiktiven Band einzuspielen. Dave Grohl übernahm dabei alle Instrumente und auch den Gesang. Unterstützt wurde er von Jim Rota (Fireball Ministry) beim Songwriting. Zudem spielten Oliver Roman und Rami Jaffee die Keyboards des Albums ein. Als erste Single erschien am 24. Februar 2022, einen Tag vor dem Kinostart von Studio 666", March of the Insane.
Das Album enthielt acht Songs und liegt von der Spielzeit zwischen EP und vollwertigem Album. Es wurde am 25. März 2022 in seiner digitalen Form über Grohls Label Roswell Records, ein Sublabel von RCA Records, veröffentlicht. Der 25. März 2022 war gleichzeitig der Todestag von Foo-Fighters-Schlagzeuger Taylor Hawkins, was der Veröffentlichung eine bittere Note verlieh.
Eine LP-Version folgte am 25. November 2022 im Rahmen des Record Store Day.

## Musikstil
Entgegen dem Musikstil der Band im Film, die eher schleppenden Doom Metal im Stil Black Sabbaths spielte, handelt es sich bei Dream Widows gleichnamigen Album um eine Mischung verschiedener Stile. So befindet sich Thrash Metal im Stil von Metallica, Slayer und Megadeth auf dem Album sowie mit Anleihen an den Groove Metal beziehungsweise technischen Death Metal im Stile von Gojira. Auch Surf Rock, Stoner Rock und progressiver Metal wie bei Mastodon ist auf dem Album zu finden. Auch beim Gesang versuchte sich Grohl an vielen Facetten seines Stimmumfangs, unter anderem mit hohen Shouts im Stile von Grindcore bis Black Metal ab der zweiten Welle.

## Diskografie
- 2022: Dream Widow (Roswell Records/RCA Records)